# Rheumaptera certata
Rheumaptera certata är en fjärilsart som beskrevs av Jacob Hübner 1825. Rheumaptera certata ingår i släktet Rheumaptera och familjen mätare. Inga underarter finns listade.